# Bobrovka (Saràtov)
|  | Per a altres significats, vegeu «Bobrovka». |

Bobrovka (en rus: Бобровка) és un poble de l'óblast de Saràtov, a Rússia, segons el cens del 2010 tenia 110 habitants. Pertany al districte municipal de Petrovsk.